# Liste der Nummer-eins-Hits in Irland (2000)
Dies ist eine Liste der Nummer-eins-Hits in Irland im Jahr 2000. Sie basiert auf den offiziellen Singlecharts in Irland, die im Auftrag der Irish Recorded Music Association (IRMA) erstellt werden. Es gab in diesem Jahr 19 Nummer-eins-Singles und 17 Nummer-eins-Alben.

## Singles
| ← 1999 ← | Liste der Nummer-eins-Hits in Irland | Liste der Nummer-eins-Hits in Irland | Liste der Nummer-eins-Hits in Irland                                                                                                | 2001 →                    |
| \| Zeitraum \| Wo. ges. \| Interpret \| Titel Autor(en) \| Zusätzliche Informationen \| \| (Zeitraum, Wochen auf Platz eins, Interpret, Titel, Autor[en], zusätzliche Informationen) \| \| \| \| \| \| ----------------------------------------------------------------------------------------- \| -------- \| ------------------------------ \| ----------------------------------------------------------------------------------------------------------------------------------- \| ------------------------- \| \| 18. Dezember 1999 – 19. Januar 2000 5 Wochen \| 5 \| Westlife \| I Have a Dream / Seasons in the Sun Benny Goran Bror Andersson, Björn K. Ulvaeus / Jacques Romain Brel; englischer Text: Rod McKuen \| – \| \| 20. Januar 2000 – 2. Februar 2000 2 Wochen \| 2 \| Britney Spears \| Born to Make You Happy Kristian Carl Marcus Lundin, Andreas Mikael Carlsson \| – \| \| 3. Februar 2000 – 9. Februar 2000 1 Woche \| 1 \| Delerium feat. Sarah McLachlan \| Silence (Remix) Bill Leeb, Nowell Rhys Fulber, Sarah McLachlan \| – \| \| 10. Februar 2000 – 16. Februar 2000 1 Woche \| 1 \| Oasis \| Go Let It Out Noel Thomas Gallagher \| – \| \| 17. Februar 2000 – 23. Februar 2000 1 Woche \| 1 \| Gabrielle \| Rise Bob Dylan, Louisa Gabriella Bobb, Oliver Dagois, Ferdy Unger Hamilton \| – \| \| 24. Februar 2000 – 1. März 2000 1 Woche \| 1 \| All Saints \| Pure Shores William Orbit, Shaznay Lewis, Susannah Kay Melvoin \| – \| \| 2. März 2000 – 10. Mai 2000 10 Wochen \| 10 \| Mark McCabe \| Maniac 2000 Timothy Philip Hannigan, Simon Fitzpatrick, Al Gibbs, Mark McCabe, Dennis Joseph Matkosky, Michael Sembello \| – \| \| 11. Mai 2000 – 7. Juni 2000 4 Wochen \| 4 \| Bloodhound Gang \| The Bad Touch James Moyer Franks \| – \| \| 8. Juni 2000 – 12. Juli 2000 5 Wochen \| 5 \| Samantha Mumba \| Gotta Tell You Arnthor Birgisson, Anders Sven Bagge, Samantha Mumba \| – \| \| 13. Juli 2000 – 19. Juli 2000 1 Woche \| 1 \| Ronan Keating \| Life Is a Rollercoaster Richard W. Nowels Jr., Gregg Alexander \| – \| \| 20. Juli 2000 – 2. August 2000 2 Wochen \| 2 \| Eminem \| The Real Slim Shady Andre Romelle Young, Marshall B. Mathers, Tommy Coster, Michael J. Elizondo Jr. \| – \| \| 3. August 2000 – 30. August 2000 4 Wochen \| 4 \| Robbie Williams \| Rock DJ Robert Peter Williams, Guy Anthony Chambers, Kelvin Andrews, Nelson R. Pigford, Ekundayo Paris \| – \| \| 31. August 2000 – 13. September 2000 2 Wochen \| 2 \| Spiller \| Groovejet (If This Ain’t Love) Ronald Benjamin Walker, Vincent Montana Jr., Cristiano Spiller \| – \| \| 14. September 2000 – 20. September 2000 1 Woche \| 1 \| Modjo \| Lady (Hear Me Tonight) Yann Destagnol, Romain Tranchart, Nile Gregory Rodgers, Bernard Edwards \| – \| \| 21. September 2000 – 11. Oktober 2000 3 Wochen \| 3 \| Mariah Carey & Westlife \| Against All Odds (Take a Look at Me Now) Phil Collins \| – \| \| 12. Oktober 2000 – 1. November 2000 3 Wochen \| 3 \| U2 \| Beautiful Day Paul David Hewson, David Evans, Larry Mullen, Adam Clayton \| – \| \| 2. November 2000 – 22. November 2000 3 Wochen \| 3 \| Westlife \| My Love Will Jennings, James Horner \| – \| \| 23. November 2000 – 6. Dezember 2000 2 Wochen \| 2 \| LeAnn Rimes \| Can’t Fight the Moonlight Diane Eve Warren \| – \| \| 7. Dezember 2000 – 17. Januar 2001 6 Wochen \| 6 \| Eminem feat. Dido \| Stan Dido Armstrong, Paul Philip Herman, Marshall Mathers \| – \| |                                      |                                      | |                           |
| ← 1999 |                                      |                                      | | → 2001 →                  |
| Zeitraum | Wo. ges.                             | Interpret                            | Titel Autor(en) | Zusätzliche Informationen |
| (Zeitraum, Wochen auf Platz eins, Interpret, Titel, Autor[en], zusätzliche Informationen) |                                      |                                      | |                           |
| 18. Dezember 1999 – 19. Januar 2000 5 Wochen | 5                                    | Westlife                             | I Have a Dream / Seasons in the Sun Benny Goran Bror Andersson, Björn K. Ulvaeus / Jacques Romain Brel; englischer Text: Rod McKuen | –                         |
| 20. Januar 2000 – 2. Februar 2000 2 Wochen | 2                                    | Britney Spears                       | Born to Make You Happy Kristian Carl Marcus Lundin, Andreas Mikael Carlsson                                                         | –                         |
| 3. Februar 2000 – 9. Februar 2000 1 Woche | 1                                    | Delerium feat. Sarah McLachlan       | Silence (Remix) Bill Leeb, Nowell Rhys Fulber, Sarah McLachlan                                                                      | –                         |
| 10. Februar 2000 – 16. Februar 2000 1 Woche | 1                                    | Oasis                                | Go Let It Out Noel Thomas Gallagher                                                                                                 | –                         |
| 17. Februar 2000 – 23. Februar 2000 1 Woche | 1                                    | Gabrielle                            | Rise Bob Dylan, Louisa Gabriella Bobb, Oliver Dagois, Ferdy Unger Hamilton                                                          | –                         |
| 24. Februar 2000 – 1. März 2000 1 Woche | 1                                    | All Saints                           | Pure Shores William Orbit, Shaznay Lewis, Susannah Kay Melvoin                                                                      | –                         |
| 2. März 2000 – 10. Mai 2000 10 Wochen | 10                                   | Mark McCabe                          | Maniac 2000 Timothy Philip Hannigan, Simon Fitzpatrick, Al Gibbs, Mark McCabe, Dennis Joseph Matkosky, Michael Sembello             | –                         |
| 11. Mai 2000 – 7. Juni 2000 4 Wochen | 4                                    | Bloodhound Gang                      | The Bad Touch James Moyer Franks | –                         |
| 8. Juni 2000 – 12. Juli 2000 5 Wochen | 5                                    | Samantha Mumba                       | Gotta Tell You Arnthor Birgisson, Anders Sven Bagge, Samantha Mumba                                                                 | –                         |
| 13. Juli 2000 – 19. Juli 2000 1 Woche | 1                                    | Ronan Keating                        | Life Is a Rollercoaster Richard W. Nowels Jr., Gregg Alexander                                                                      | –                         |
| 20. Juli 2000 – 2. August 2000 2 Wochen | 2                                    | Eminem                               | The Real Slim Shady Andre Romelle Young, Marshall B. Mathers, Tommy Coster, Michael J. Elizondo Jr.                                 | –                         |
| 3. August 2000 – 30. August 2000 4 Wochen | 4                                    | Robbie Williams                      | Rock DJ Robert Peter Williams, Guy Anthony Chambers, Kelvin Andrews, Nelson R. Pigford, Ekundayo Paris                              | –                         |
| 31. August 2000 – 13. September 2000 2 Wochen | 2                                    | Spiller                              | Groovejet (If This Ain’t Love) Ronald Benjamin Walker, Vincent Montana Jr., Cristiano Spiller                                       | –                         |
| 14. September 2000 – 20. September 2000 1 Woche | 1                                    | Modjo                                | Lady (Hear Me Tonight) Yann Destagnol, Romain Tranchart, Nile Gregory Rodgers, Bernard Edwards                                      | –                         |
| 21. September 2000 – 11. Oktober 2000 3 Wochen | 3                                    | Mariah Carey & Westlife              | Against All Odds (Take a Look at Me Now) Phil Collins                                                                               | –                         |
| 12. Oktober 2000 – 1. November 2000 3 Wochen | 3                                    | U2                                   | Beautiful Day Paul David Hewson, David Evans, Larry Mullen, Adam Clayton                                                            | –                         |
| 2. November 2000 – 22. November 2000 3 Wochen | 3                                    | Westlife                             | My Love Will Jennings, James Horner                                                                                                 | –                         |
| 23. November 2000 – 6. Dezember 2000 2 Wochen | 2                                    | LeAnn Rimes                          | Can’t Fight the Moonlight Diane Eve Warren                                                                                          | –                         |
| 7. Dezember 2000 – 17. Januar 2001 6 Wochen | 6                                    | Eminem feat. Dido                    | Stan Dido Armstrong, Paul Philip Herman, Marshall Mathers                                                                           | –                         |

## Alben
| ← 1999 ← | Liste der Nummer-eins-Hits in Irland | Liste der Nummer-eins-Hits in Irland | Liste der Nummer-eins-Hits in Irland | 2001 →                    |
| \| Zeitraum \| Wo. ges. \| Interpret \| Titel \| Zusätzliche Informationen \| \| (Zeitraum, Wochen auf Platz eins, Interpret, Titel, zusätzliche Informationen) \| \| \| \| \| \| ------------------------------------------------------------------------------ \| -------- \| --------------- \| ---------------------------------- \| ------------------------- \| \| 9. Dezember 1999 – 5. Januar 2000 4 Wochen \| 4 \| Céline Dion \| All the Way – A Decade of Song \| – \| \| 6. Januar 2000 – 12. Januar 2000 1 Woche \| 1 \| Westlife \| Westlife \| – \| \| 13. Januar 2000 – 23. Februar 2000 6 Wochen \| 6 \| David Gray \| White Ladder \| – \| \| 24. Februar 2000 – 1. März 2000 1 Woche (insgesamt 13) \| 13 \| Moby \| Play \| – \| \| 2. März 2000 – 15. März 2000 2 Wochen \| 2 \| Oasis \| Standing on the Shoulder of Giants \| – \| \| 16. März 2000 – 17. Mai 2000 9 Wochen (insgesamt 13) \| 13 \| Moby \| Play \| – \| \| 18. Mai 2000 – 14. Juni 2000 4 Wochen \| 4 \| Whitney Houston \| The Greatest Hits \| – \| \| 15. Juni 2000 – 5. Juli 2000 3 Wochen (insgesamt 13) \| 13 \| Moby \| Play \| – \| \| 6. Juli 2000 – 19. Juli 2000 2 Wochen \| 2 \| David Gray \| Lost Songs \| – \| \| 20. Juli 2000 – 16. August 2000 4 Wochen \| 4 \| The Corrs \| In Blue \| – \| \| 17. August 2000 – 30. August 2000 2 Wochen \| 2 \| Craig David \| Born to Do It \| – \| \| 31. August 2000 – 20. September 2000 3 Wochen \| 3 \| Robbie Williams \| Sing When You’re Winning \| – \| \| 21. September 2000 – 4. Oktober 2000 2 Wochen \| 2 \| Madonna \| Music \| – \| \| 5. Oktober 2000 – 11. Oktober 2000 1 Woche \| 1 \| Radiohead \| Kid A \| – \| \| 12. Oktober 2000 – 25. Oktober 2000 2 Wochen \| 2 \| Eminem \| The Marshall Mathers LP \| – \| \| 26. Oktober 2000 – 1. November 2000 1 Woche \| 1 \| Texas \| Greatest Hits \| – \| \| 2. November 2000 – 9. November 2000 1 Woche \| 1 \| U2 \| All That You Can’t Leave Behind \| – \| \| 10. November 2000 – 15. November 2000 1 Woche \| 1 \| Westlife \| Coast to Coast \| – \| \| 16. November 2000 – 23. Januar 2001 10 Wochen \| 10 \| The Beatles \| 1 \| – \| |                                      |                                      |                                      |                           |
| ← 1999 |                                      |                                      |                                      | → 2001 →                  |
| Zeitraum | Wo. ges.                             | Interpret                            | Titel                                | Zusätzliche Informationen |
| (Zeitraum, Wochen auf Platz eins, Interpret, Titel, zusätzliche Informationen) |                                      |                                      |                                      |                           |
| 9. Dezember 1999 – 5. Januar 2000 4 Wochen | 4                                    | Céline Dion                          | All the Way – A Decade of Song       | –                         |
| 6. Januar 2000 – 12. Januar 2000 1 Woche | 1                                    | Westlife                             | Westlife                             | –                         |
| 13. Januar 2000 – 23. Februar 2000 6 Wochen | 6                                    | David Gray                           | White Ladder                         | –                         |
| 24. Februar 2000 – 1. März 2000 1 Woche (insgesamt 13) | 13                                   | Moby                                 | Play                                 | –                         |
| 2. März 2000 – 15. März 2000 2 Wochen | 2                                    | Oasis                                | Standing on the Shoulder of Giants   | –                         |
| 16. März 2000 – 17. Mai 2000 9 Wochen (insgesamt 13) | 13                                   | Moby                                 | Play                                 | –                         |
| 18. Mai 2000 – 14. Juni 2000 4 Wochen | 4                                    | Whitney Houston                      | The Greatest Hits                    | –                         |
| 15. Juni 2000 – 5. Juli 2000 3 Wochen (insgesamt 13) | 13                                   | Moby                                 | Play                                 | –                         |
| 6. Juli 2000 – 19. Juli 2000 2 Wochen | 2                                    | David Gray                           | Lost Songs                           | –                         |
| 20. Juli 2000 – 16. August 2000 4 Wochen | 4                                    | The Corrs                            | In Blue                              | –                         |
| 17. August 2000 – 30. August 2000 2 Wochen | 2                                    | Craig David                          | Born to Do It                        | –                         |
| 31. August 2000 – 20. September 2000 3 Wochen | 3                                    | Robbie Williams                      | Sing When You’re Winning             | –                         |
| 21. September 2000 – 4. Oktober 2000 2 Wochen | 2                                    | Madonna                              | Music                                | –                         |
| 5. Oktober 2000 – 11. Oktober 2000 1 Woche | 1                                    | Radiohead                            | Kid A                                | –                         |
| 12. Oktober 2000 – 25. Oktober 2000 2 Wochen | 2                                    | Eminem                               | The Marshall Mathers LP              | –                         |
| 26. Oktober 2000 – 1. November 2000 1 Woche | 1                                    | Texas                                | Greatest Hits                        | –                         |
| 2. November 2000 – 9. November 2000 1 Woche | 1                                    | U2                                   | All That You Can’t Leave Behind      | –                         |
| 10. November 2000 – 15. November 2000 1 Woche | 1                                    | Westlife                             | Coast to Coast                       | –                         |
| 16. November 2000 – 23. Januar 2001 10 Wochen | 10                                   | The Beatles                          | 1                                    | –                         |